# Сухопутные войска Индии
Сухопутные войска Индии или Армия Индии (хинди भारतीय थलसेना, англ. Indian Army) — один из трёх видов вооружённых сил Индии, предназначенный для ведения боевых действий преимущественно на суше. Являются наиболее многочисленным и разнообразным по вооружению и способам боевых действий видом вооружённых сил Индии. Предназначены для отражения агрессии противника на континентальных театрах военных действий, защиты территориальной целостности и национальных интересов Индии.

## Структура и руководство
Сухопутные войска Индии составляют основу вооружённых сил. Руководство ими осуществляет начальник штаба СВ. Штаб отвечает за подготовку соединений и частей СВ к ведению боевых действий, контролирует ход выполнения программ реформирования и оснащения, проводит мероприятия по повышению их боевой готовности и планирует мобилизационное развёртывание в угрожаемый период. Учебной частью заведует Учебное армейское командование.
На 2020 год СВ Индии имеют в своём составе 6 региональных командований, включающих в себя 14 армейских корпусов (4 ударных, 10 прикрытия), 40 дивизий (16 пехотных, 3 бронетанковые, 6 мотопехотных дивизий, 12 горнопехотных, 3 артиллерийские), 22 отдельные бригады (7 пехотных, 2 мотопехотные, 8 бронетанковых, 2 горнопехотные, 1 парашютно-десантная, 2 артиллерийские), а также 8 бригад ПВО и 4 инженерные бригады, 1 ракетная бригада с БРМД Agni I, 1 ракетная бригада с БРСД Agni II, 1 ракетная бригада с БРСД Agni III, 2 ракетные бригады с ТР «Притхви», 3 ракетных полка с ПКР PJ-10 Brahmos, 23 вертолётные эскадрильи.
В распоряжении сухопутных войск Индии находится наземный компонент стратегических ядерных сил Индии, включающий в себя баллистические ракеты Агни: некоторое количество БРСД Агни-3, 12 БРСД Агни-2, 12 БРМД Агни-1 и 30 БРМД Притхви-1 на 2018 год.
Также есть резерв в виде территориальной армии с 160 000 человек и 300 000 резервистов (резерв первой линии); 500 000 резервистов (резерв второй линии — возрастом до 50 лет) (всего 960 000).

## Рода войск и службы
| Род войск                | Центр |
| ------------------------ | --- |
| Бронетанковый корпус     | Ахмеднагар |
| Полк артиллерии          | Девлали |
| Корпус ПВО               | Гопалпур, Одиша |
| Корпус армейской авиации | Насик |
| Корпус инженеров         | Колледж военных инженеров, Пуна Мадрасская инженерная группа, Бангалор Бенгальская инженерная группа, Рурки Бомбейская инженерная группа, Пуна |
| Корпус связи             | Военный колледж телекоммуникационной инженерии, Мау Два учебных центра связи в Джабалпуре и Гоа                                                |
| Механизированный полк    | Ахмеднагар |
| Пехота                   | |

| Служба                                  | Центр                                    |
| --------------------------------------- | ---------------------------------------- |
| Корпус материального обеспечения        | Бангалор                                 |
| Медицинский корпус                      | Лакхнау/Пуна                             |
| Стоматологический корпус                | Лакхнау                                  |
| Артиллерийско-технический корпус        | Джабалпур и Секундерабад                 |
| Корпус инженеров-электриков и механиков | Секундерабад                             |
| Ветеринарный корпус                     | Мератх                                   |
| Корпус военного образования             | Пачмархи, штат Мадхья-Прадеш             |
| Корпус военной полиции                  | Бангалор                                 |
| Пионерский корпус                       | Бангалор                                 |
| Почтовый корпус                         | Кампти возле Нагпура                     |
| Территориальная армия                   | Нью-Дели                                 |
| Корпус охраны военных объектов          | Каннур, штат Керала                      |
| Корпус военной разведки                 | Пуна                                     |
| Департамент генерального судьи-адвоката | Институт военного права в Кампти, Нагпур |
| Военная служба медицинских сестёр       | Пуна и Лакхнау                           |
| Ячейка по правам человека               |                                          |

## Формирования
Основным оперативно-тактическим объединением СВ Индии является армейский корпус (АК), включающий в себя 2—4 дивизии, 1—2 артиллерийские бригады, зенитную артиллерийскую бригаду, ракетный полк, вертолётную эскадрилью, соединения, части и подразделения боевого и тылового обеспечения.
Основным тактическим соединением СВ Индии является дивизия. Дивизии бывают различных типов:
- бронетанковая дивизия — численность 18 тыс. человек, состоит из 3 бронетанковых бригад (в них 6 танковых полка и 4 мотопехотных батальона), артиллерийской и зенитной артиллерийской бригады, отдельных батальонов связи, инженерный и разведки, подразделений тылового обеспечения. На вооружении 280+ танков, свыше 200+ БМП/БТР, 20 130/155-мм артиллерийских орудий, 24 миномёта, 15 105-мм артиллерийских орудий, 56 23-мм буксируемых и самоходных зениток.
- мотопехотная дивизия (RAPID (Reorganised Army Plains Infantry Division)) — численность 17 тыс. человек, состоит из 3 мотопехотных бригад (в каждой 2 мотопехотных батальона и 1 танковый полк), артиллерийской бригады, пяти отдельных батальонов (связи, инженерный, ремонтно-восстановительный, медицинский), а также подразделения тылового обеспечения. На вооружении 100+ танков, до 94 БМП, 36 155-мм артиллерийских орудий, 56 81-мм миномётов, 48 105-мм артиллерийских орудий, 36 зениток.
- пехотная дивизия — численность 16,5 тыс. чел., состоит из 3 пехотных бригад (по 3 пехотных батальона), артиллерийской бригады, танкового полка, отдельных батальонов (медицинский, связи и инженерный), подразделения тылового обеспечения. На вооружении 45 танков, 40+ БМП, 36 155-мм арт. орудия, 78 81-мм и 120-мм миномётов, 54 105-мм арт. орудия.
- горнопехотная дивизия — численность 16,5 тыс. чел., в каждой три горнопехотные бригады (по три горнопехотных батальона) и горноартиллерийская бригада, а также четыре отдельных батальона (связи, инженерный, снабжения и транспорта, медицинский). Имеются подразделения гужевого транспорта и вьючных животных. На вооружении дивизии находятся до 50 БМП, 24 75-мм гаубицы, 92+ 81-мм и 120-мм миномётов, 36 57-мм безоткатных орудий.
- артиллерийская дивизия — численность 9,5 тыс. чел., состоит из 3 артиллерийских бригад, батареи разведки целей и целеуказания, частей боевого и тылового обеспечения. На вооружении находятся 30+ 122-мм гаубиц и 90 105-мм гаубиц, 12+ РСЗО 9К58 «Смерч», 16 разведывательных и ударных БЛА (IAI Heron, IAI Searcher, IAI Harpy).

Ракетная бригада — численность 2 тыс. человек, представляет собой наземный компонент стратегических ядерных сил. В её составе 4 ракетных полка с 12 пусковыми установками (ПУ).
| Эмблема | Командование               | Штаб      | Подразделения |
| ------- | -------------------------- | --------- | --- |
|         | Штаб                       | Нью-Дели  | 50-я парашютная бригада (Агра) |
|         | Центральное командование   | Лакхнау   | 6-я горнопехотная дивизия (Барели) |
|         | Восточное командование     | Калькутта | - 3-й армейский корпус (Димапур) - 2-я горнопехотная дивизия (Дибругарх) - 57-я горнопехотная дивизия (Леймакхонг) - 56-я горнопехотная дивизия (Ликхабали) - 4-й армейский корпус (Тезпур) - 71-я горнопехотная дивизия (Миссамари) - 5-я горнопехотная дивизия (Бомдила) - 21-я горнопехотная дивизия (Ранджия) - 33-й армейский корпус (Силигури) - 17-я горнопехотная дивизия (Гангток) - 20-я горнопехотная дивизия (Биннагури) - 27-я горнопехотная дивизия (Калимпонг) - 17-й армейский корпус (Панагарх) - 59-я пехотная дивизия (Панагарх) - 72-я пехотная дивизия (Патханкот)                                        |
|         | Северное командование      | Удхампур  | - 14-й армейский корпус (Лех) - 3-я пехотная дивизия (Лех) - 8-я горнопехотная дивизия (Драс) - 15-й армейский корпус (Сринагар) - 19-я пехотная дивизия (Барамула) - 28-я горнопехотная дивизия (Гурез) - 16-й армейский корпус (Нагрота) - 10-я пехотная дивизия (Акхнур) - 25-я пехотная дивизия (Раджаури) - 39-я пехотная дивизия (Йол) - 10-я артиллерийская бригада |
|         | Южное командование         | Пуна      | - 41-я артиллерийская дивизия (Пуна) - 12-й армейский корпус (Джодхпур) - 4-я бронетанковая бригада - 340-я мотопехотная бригада - 11-я пехотная дивизия (Ахмадабад) - 12-я мотопехотная дивизия (Джайсалмер) - 21-й армейский корпус (Бхопал) - 31-я бронетанковая дивизия (Джханси) - 36-я мотопехотная дивизия (Сагар) - 54-я пехотная дивизия (Секундерабад) - 475-я инженерная бригада |
|         | Юго-Западное командование  | Джайпур   | - 42-я артиллерийская дивизия (Джайпур) - 1-й армейский корпус (Матхура) - 4-я пехотная дивизия (Аллахабд) - 23-я пехотная дивизия (Ранчи) - 33-я бронетанковая дивизия (Хисар) - 10-й армейский корпус (Бхатинда) - 16-я пехотная дивизия (Ганганагар) - 18-я мотопехотная дивизия (Кота) - 24-я мотопехотная дивизия (Биканер) - 6-я отдельная бронетанковая бригада - 615-я отдельная бригада ПВО - 471-я инженерная бригада |
|         | Западное командование      | Панчкула  | - 40-я артиллерийская дивизия (Амбала) - 2-й армейский корпус (Амбала) - 1-я бронетанковая дивизия (Патиала) - 14-я мотопехотная дивизия (Дехрадун) - 22-я пехотная дивизия (Мератх) - 474-я инженерная бригада - 612-я отдельная бригада ПВО - 9-й армейский корпус (Йол) - 26-я пехотная дивизия (Джамму) - 29-я пехотная дивизия (Патханкот) - 2-я отдельная бронетанковая бригада - 3-я отдельная бронетанковая бригада - 11-й армейский корпус (Джаландхар) - 7-я пехотная дивизия (Фирозпур) - 9-я пехотная дивизия (Мератх) - 15-я пехотная дивизия (Амритсар) - 23-я бронетанковая бригада - 55-я мотопехотная бригада |
|         | Учебное командование армии | Шимла     | |

## Галерея

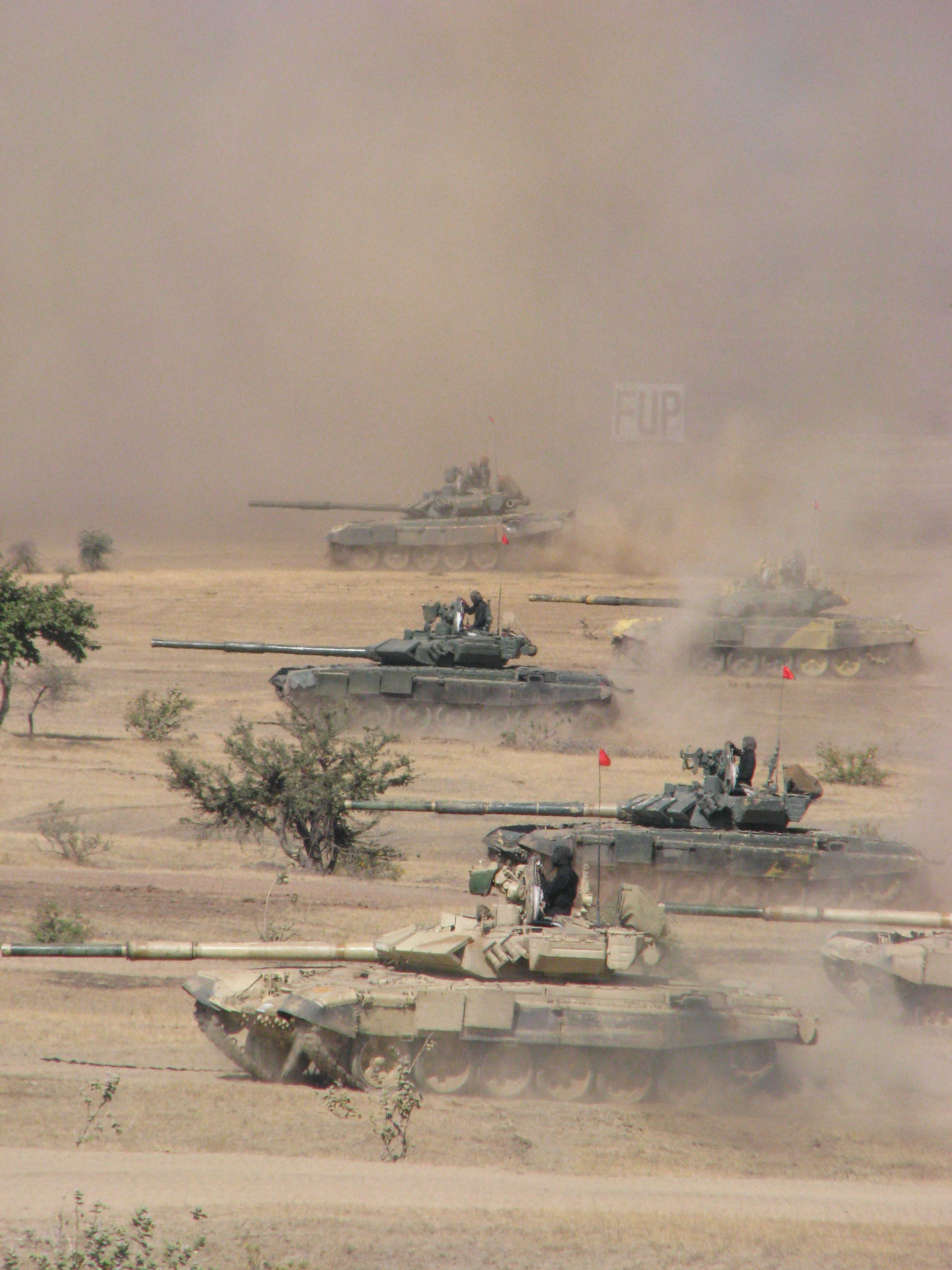
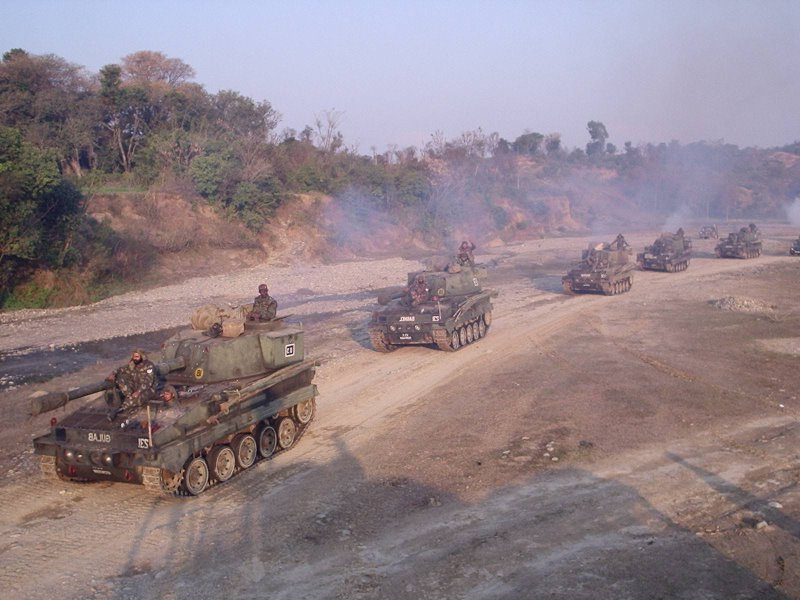
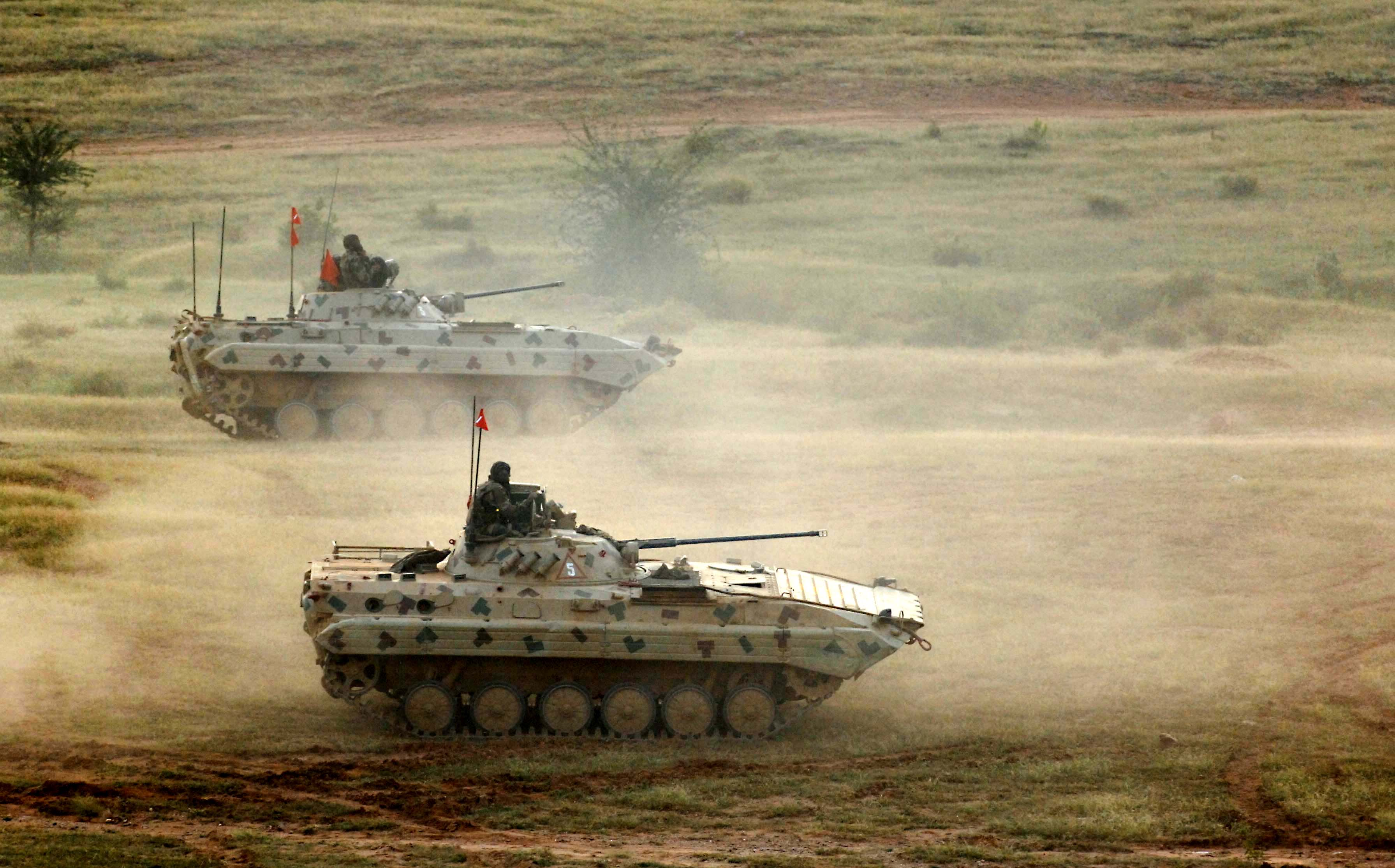
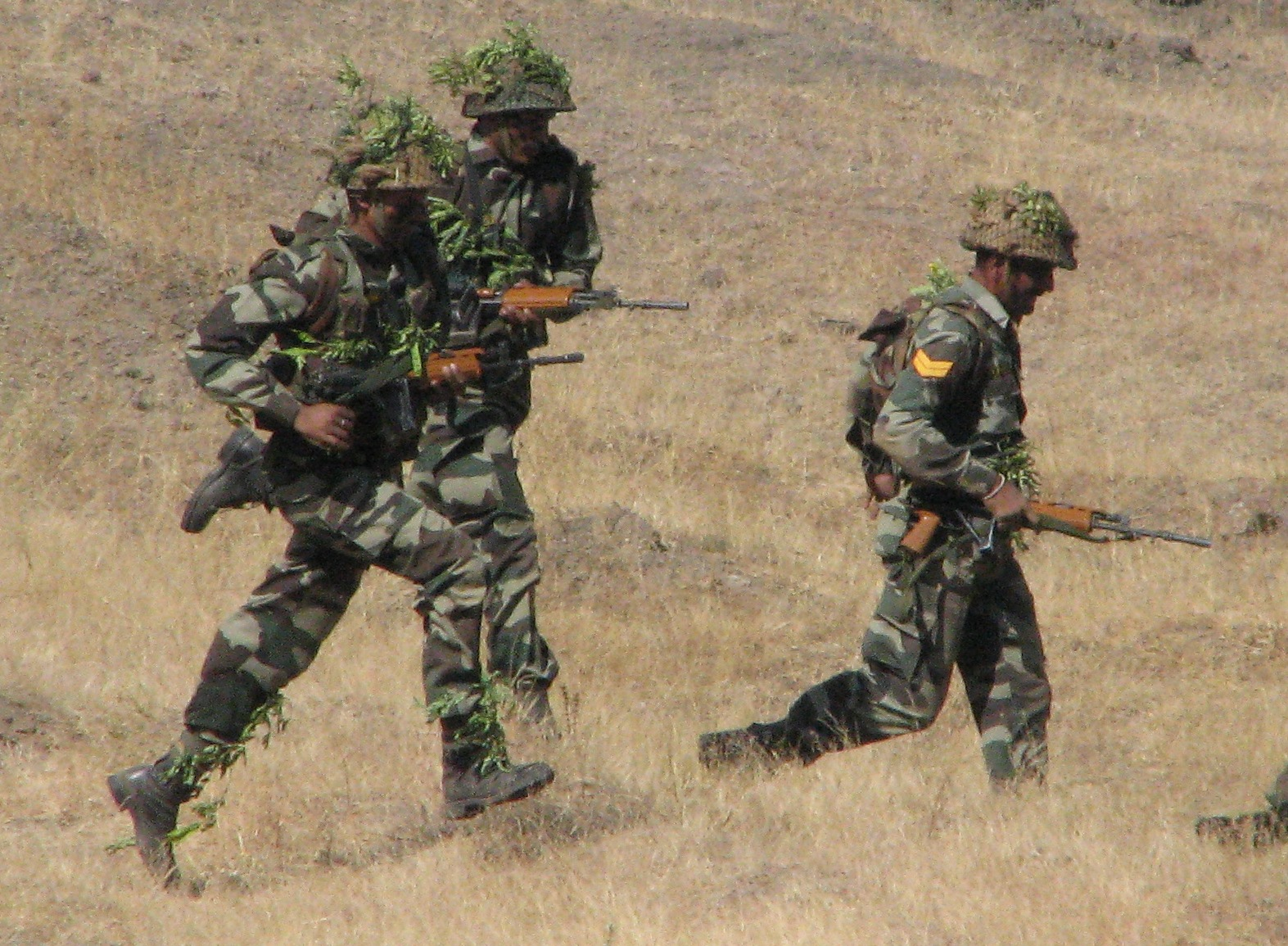
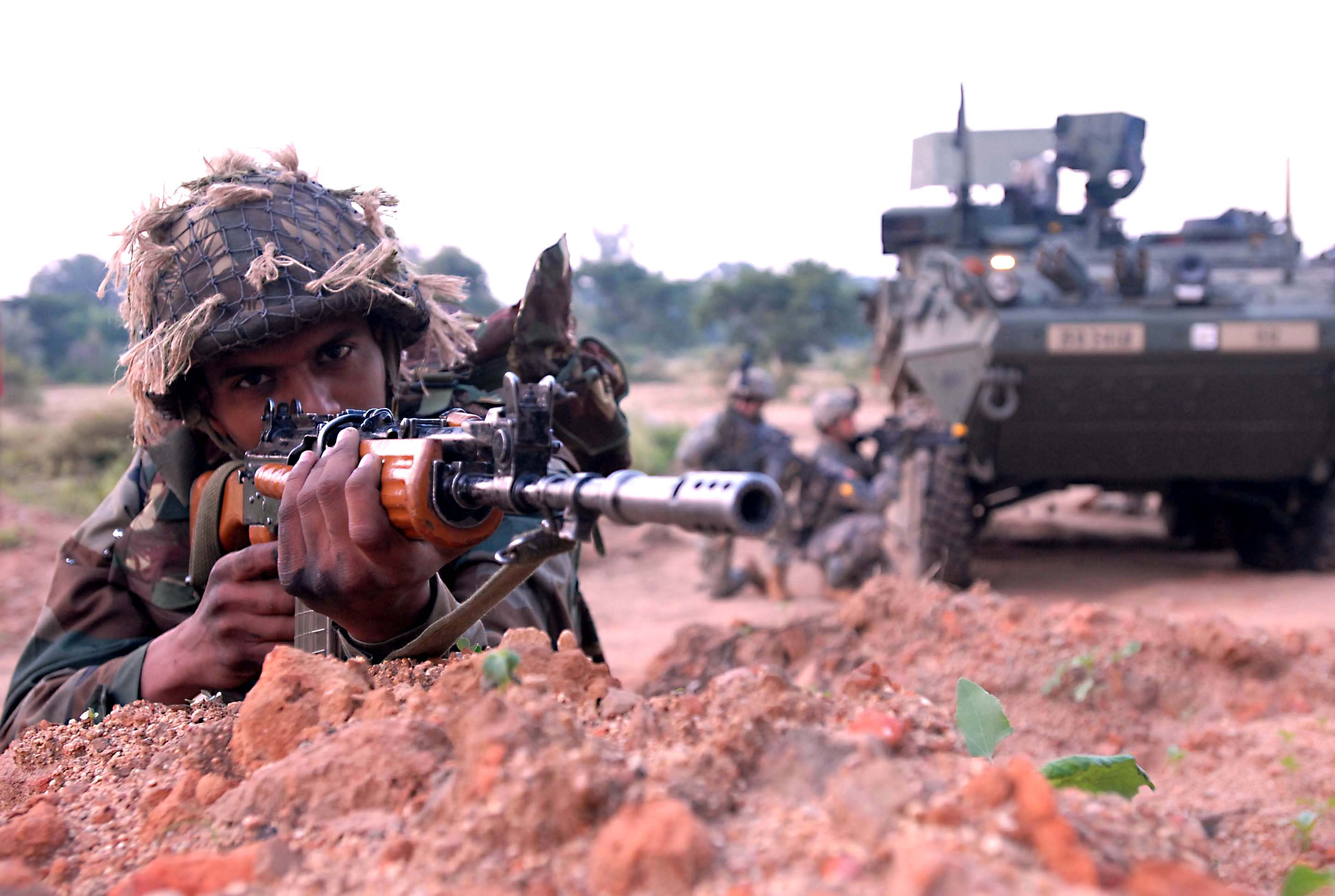
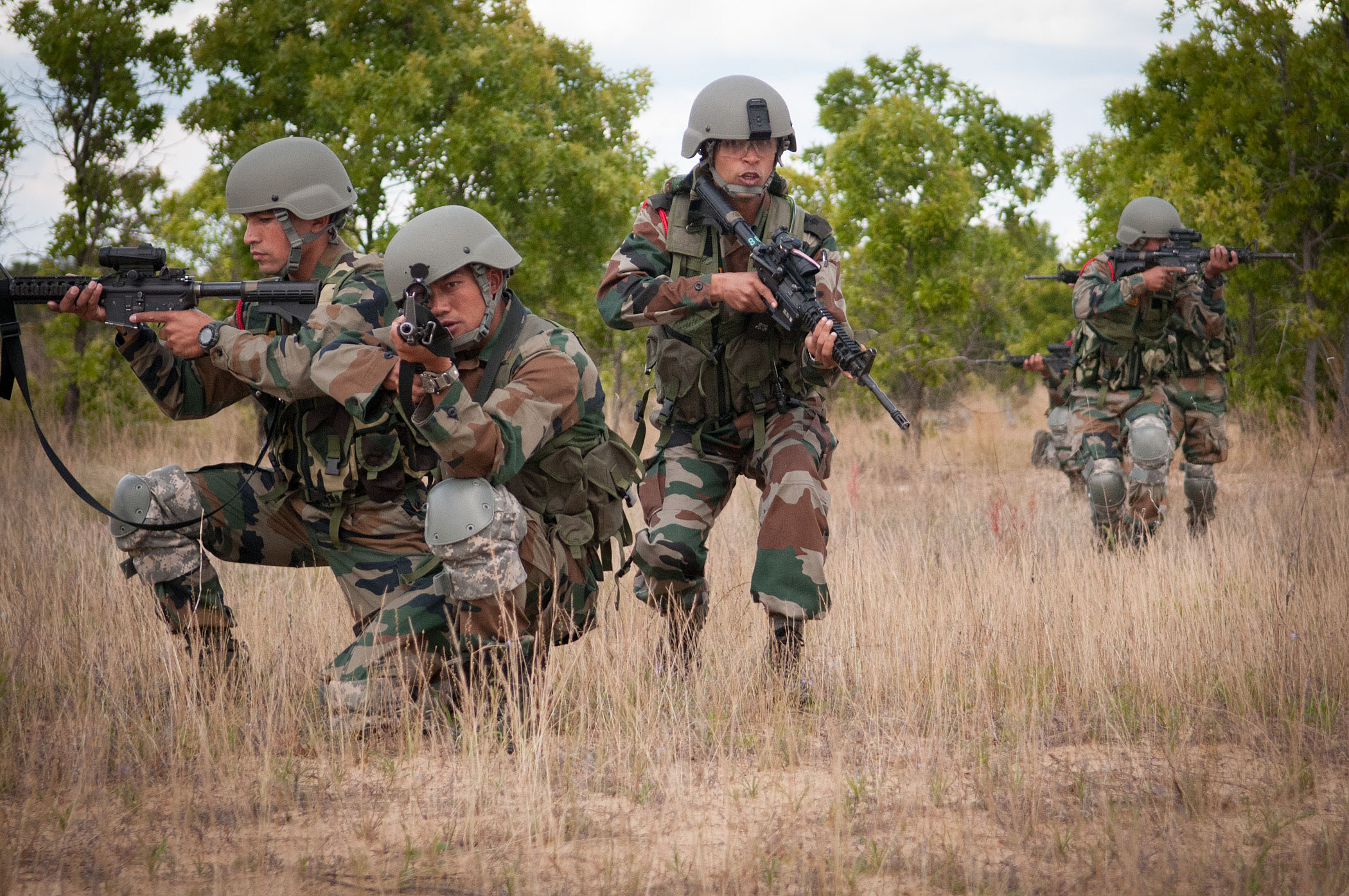
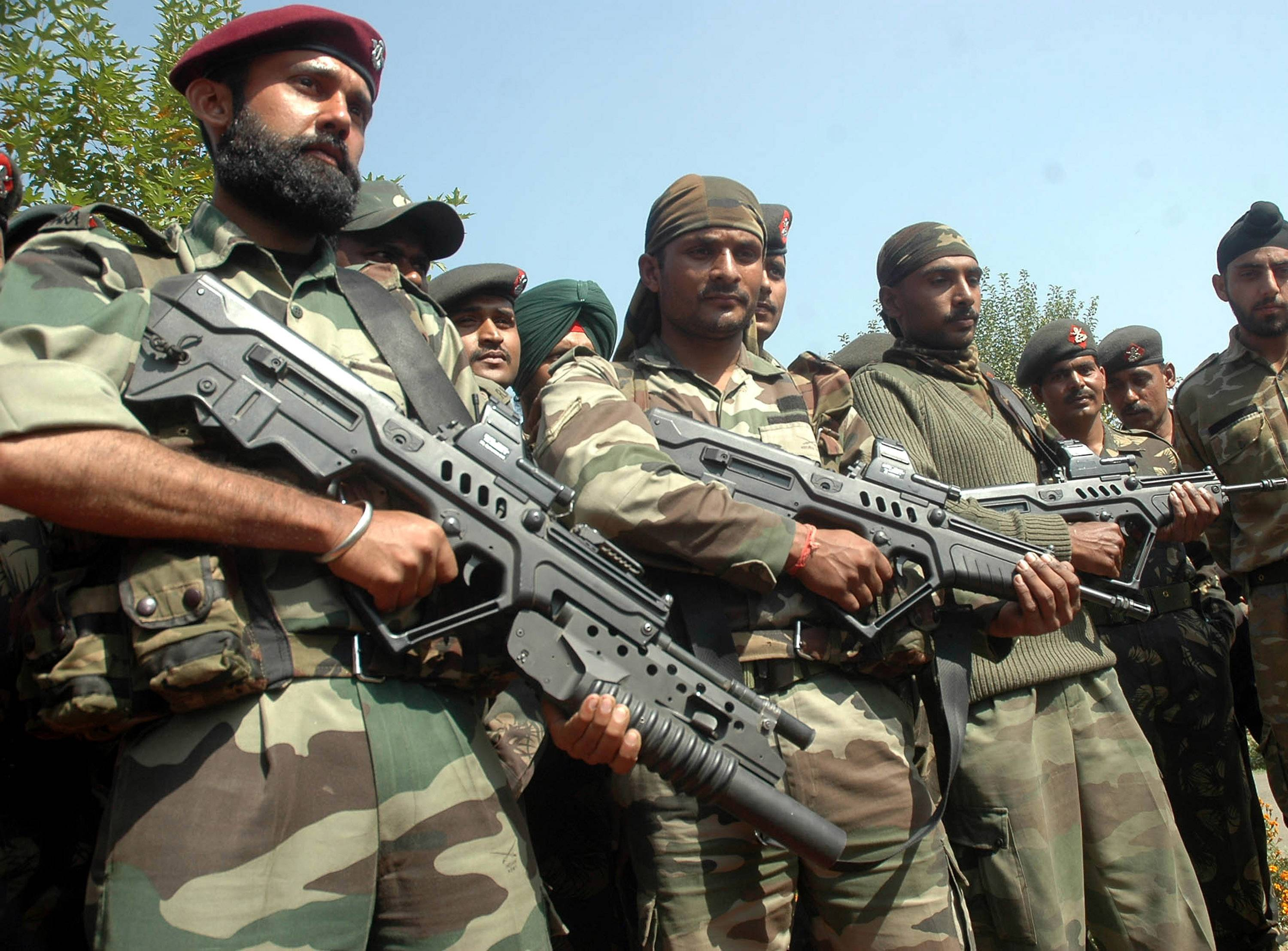
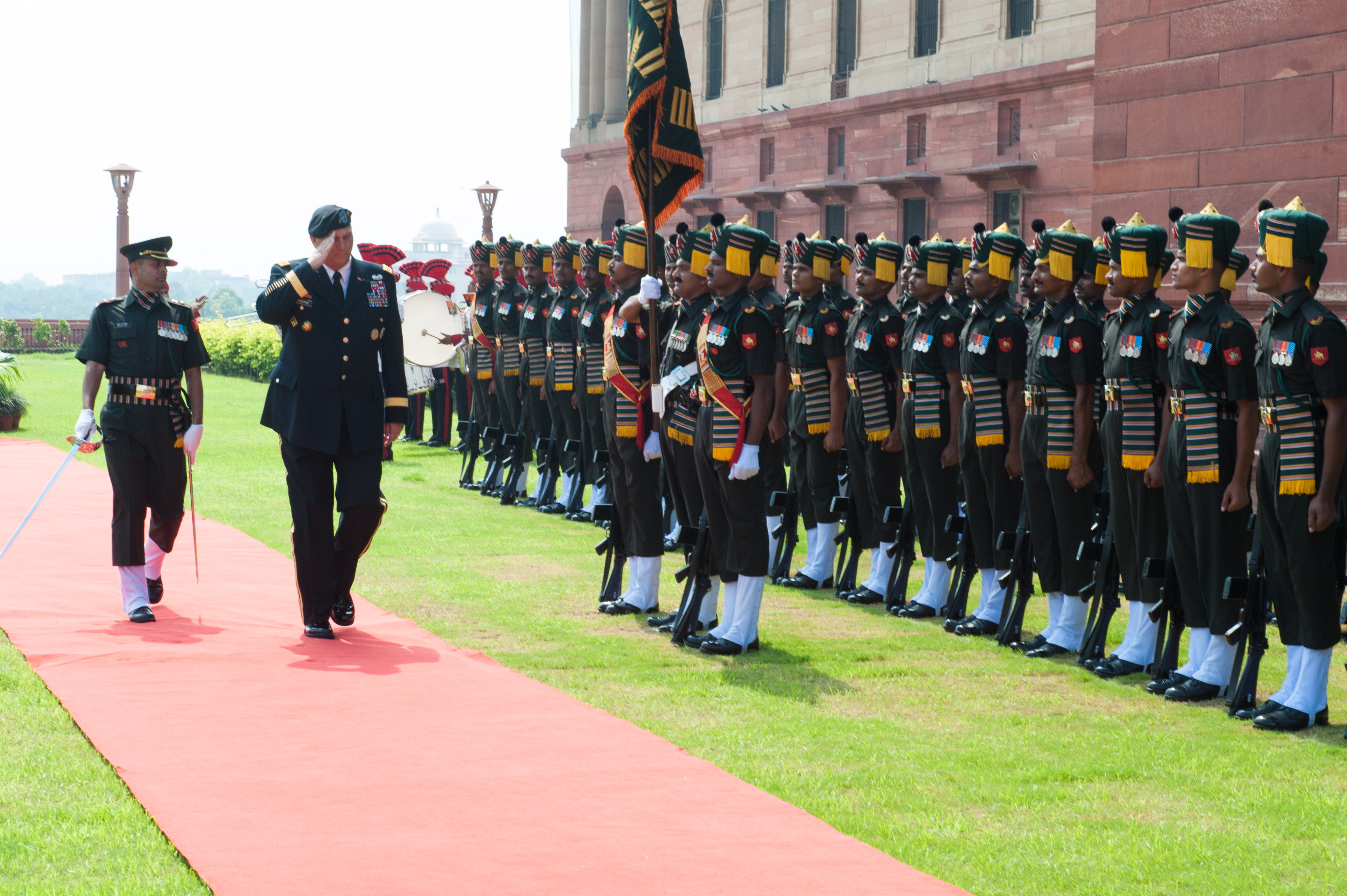
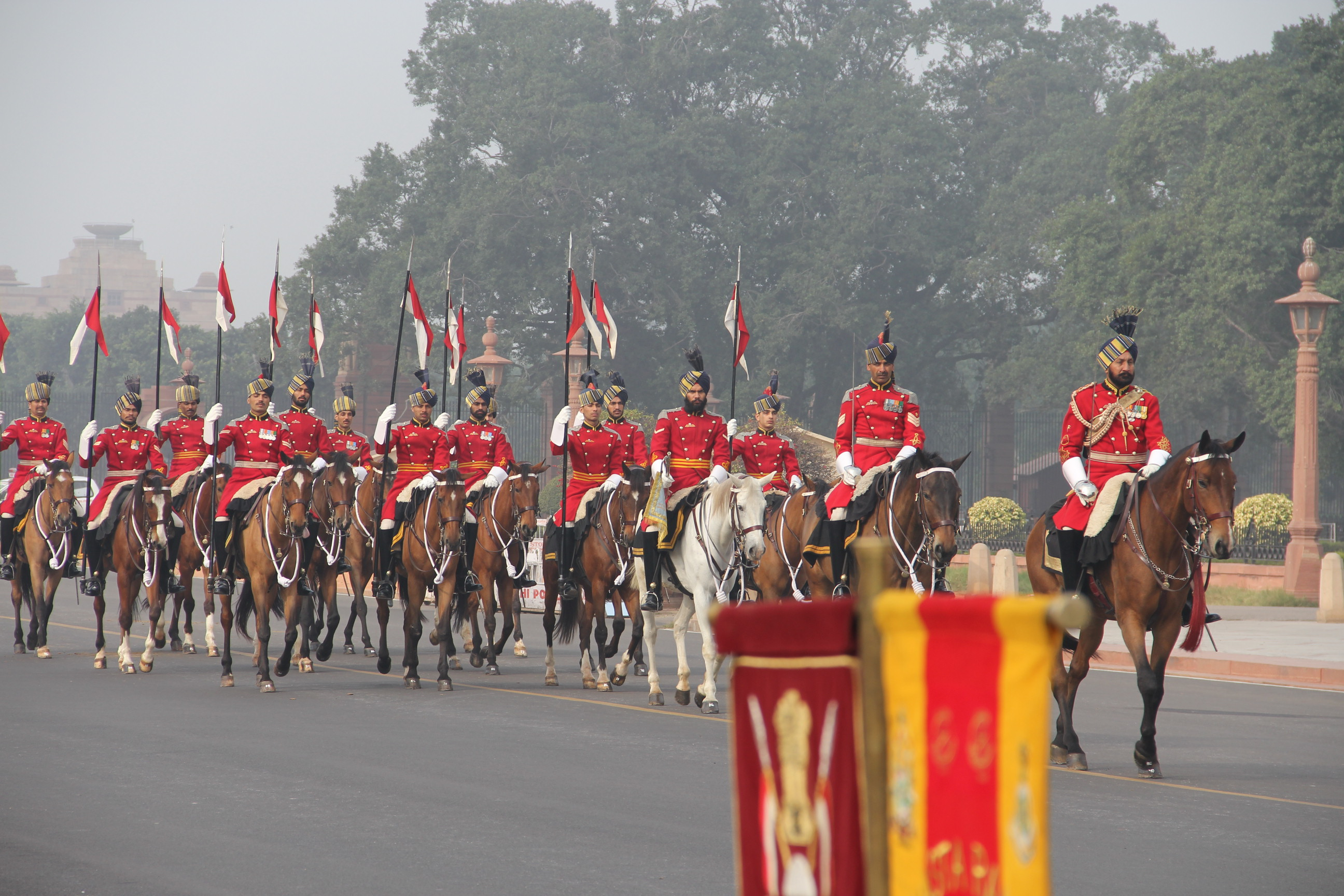

## Комплектование
Комплектование добровольное без конфессиональных, кастовых ограничений. Возраст добровольца должен быть от 16 до 25 лет с образованием не ниже 9 классов. Срок службы 10 лет и 5 лет в резерве, для технических специалистов 12 лет и 3 года в резерве.
Сержантский состав комплектуется из наиболее подготовленных солдат с опытом службы. Готовят сержантов учебные центры СВ.
Офицерский состав готовят в Национальной военной академии в Кхадаквасле и в колледже сухопутных войск в Мхоу. По окончании учёбы курсанты направляются для дальнейшей подготовки в Индийскую военную академию в Дехра Дун со сроком обучения 1—1,5 года, после чего им присваиваются офицерские звания. В штабном колледже проходят подготовку офицеры с выслугой не менее шести лет, с должностей командира роты, им равных и выше (до командира дивизии), имеющие положительные аттестации и рекомендации, а также выдержавшие вступительные экзамены.

## Знаки различия

Флаг сухопутных войск Индии.

| соответствие код НАТО   | OF-10         | OF-9              | OF-8               | OF-7          | OF-6      | OF-5      | OF-4               | OF-3  | OF-2    | OF-1       | OF-1              |
| Погон                   |               |                   |                    |               |           |           |                    |       |         |            |                   |
| Индийское звание        | Field Marshal | General           | Lieutenant General | Major General | Brigadier | Colonel   | Lieutenant Colonel | Major | Captain | Lieutenant | Second Lieutenant |
| Российское соответствие | Генерал армии | Генерал-полковник | Генерал-лейтенант  | Генерал-майор | Нет       | Полковник | Подполковник       | Майор | Капитан | Лейтенант  | Младший лейтенант |

|                         | Унтер-офицеры     | Унтер-офицеры | Унтер-офицеры |          | Сержанты и Солдаты | Сержанты и Солдаты | Сержанты и Солдаты | Сержанты и Солдаты |
| ----------------------- | ----------------- | ------------- | ------------- | -------- | ------------------ | ------------------ | ------------------ | ------------------ |
| Погон                   |                   |               |               |          |                    |                    |                    |                    |
| Индийское звание        | Subedar Major     | Subedar       | Naib Subedar  | Havildar | Naik               | Lance Naik         | Sepoy              |                    |
| Российское соответствие | Старший прапорщик | Прапорщик     | Старшина      | Сержант  | Младший сержант    | Ефрейтор           | Рядовой            |                    |

## Вооружение и военная техника
| Тип                                      | Производство     | Назначение                                    | Количество | Примечания                                                                |
| Танки                                    | Танки            | Танки                                         | Танки      | Танки                                                                     |
| ---------------------------------------- | ---------------- | --------------------------------------------- | ---------- | ------------------------------------------------------------------------- |
| Арджун                                   | Индия            | Основной боевой танк                          | 122        |                                                                           |
| T-90C Bhishma                            | Россия           | Основной боевой танк                          | 1025+      |                                                                           |
| T-72M1 Ajeya Mk.I                        | СССР             | Основной боевой танк                          | 2418       |                                                                           |
| Боевые машины пехоты и бронетранспортёры |                  |                                               |            |                                                                           |
| БМП-1                                    | СССР             | Боевая машина пехоты                          | 700        |                                                                           |
| БМП-2 «Саратх»                           | СССР             | Боевая машина пехоты                          | 2400       | Включая BMP-2K CP.                                                        |
| OT-64 SKOT                               | Чехословакия     | Бронетранспортёр                              | 157        |                                                                           |
| Casspir                                  | ЮАР              | Бронеавтомобиль MRAP                          | 165        |                                                                           |
| Yuktirath MPV                            | Индия            | Бронеавтомобиль MRAP                          | 14+        |                                                                           |
| Разведывательные машины                  |                  |                                               |            |                                                                           |
| Феррет                                   | Великобритания   | Бронированная разведывательно-дозорная машина | н/д        |                                                                           |
| Противотанковое оружие                   |                  |                                               |            |                                                                           |
| 9П148 «Конкурс»                          | СССР             | Самоходный ПТРК                               | 110        |                                                                           |
| M40A1                                    | США              | 106-мм безоткатное орудие                     | 3000+      |                                                                           |
| Артиллерия                               |                  |                                               |            |                                                                           |
| K9 Vajra-T                               | Республика Корея | 155-мм самоходная гаубица                     | 10         |                                                                           |
| FH77B                                    | Швеция           | 155-мм буксируемая гаубица                    | 300        |                                                                           |
| M777A2                                   | Великобритания   | 155-мм буксируемая гаубица                    | 5          | Заказано всего 145 ед.                                                    |
| М-46 мод.                                | СССР/ Израиль    | 155-мм буксируемая гаубица                    | 200        | Переоснащённые израильской компанией Soltam М-46 стволами калибра 155 мм. |
| М-46                                     | СССР             | 130-мм буксируемая пушка                      | 600        |                                                                           |
| Д-30                                     | СССР             | 122-мм буксируемая гаубица                    | 520        |                                                                           |
| Indian Field Gun (IFG) MK I/II/III       | Индия            | 105-мм буксируемая пушка                      | 600+       |                                                                           |
| Light Field Gun (LFG)                    | Индия            | 105-мм буксируемая пушка                      | 700+       |                                                                           |
| OTO Melara Mod 56                        | Италия           | 105-мм буксируемая гаубица                    | 50         |                                                                           |
| Реактивные системы залпового огня        |                  |                                               |            |                                                                           |
| Град/LRAR                                | СССР/ Индия      | 122-мм реактивная система залпового огня      | 150        |                                                                           |
| Pinaka                                   | Индия            | 214-мм реактивная система залпового огня      | 36         |                                                                           |
| Смерч                                    | Россия           | 300-мм реактивная система залпового огня      | 28         |                                                                           |
| Баллистические ракеты                    |                  |                                               |            |                                                                           |
| Притхви-2                                | Индия            | Тактическая ракета                            | 30         |                                                                           |
| Агни-1                                   | Индия            | Баллистическая ракета малой дальности         | 12         |                                                                           |
| Агни-2                                   | Индия            | Баллистическая ракета средней дальности       | 12         |                                                                           |
| Агни-3                                   | Индия            | Межконтинентальная баллистическая ракета      | н/д        |                                                                           |
| Противокорабельные ракеты                |                  |                                               |            |                                                                           |
| PJ-10 Brahmos                            | Индия/ Россия    | Противокорабельная ракета                     | 15         |                                                                           |
| Армейская авиация                        |                  |                                               |            |                                                                           |
| Nishant                                  | Индия            | Средний разведывательный БЛА                  | 13         |                                                                           |
| Searcher Mk I/II                         | Израиль          | Средний разведывательный БЛА                  | 12         |                                                                           |
| Dhruv                                    | Индия            | Многоцелевой вертолёт                         | 79         |                                                                           |
| Lancer                                   | Франция/ Индия   | Многоцелевой вертолёт                         | 12         |                                                                           |
| Rudra                                    | Индия            | Многоцелевой вертолёт                         | 50+        |                                                                           |
| Cheetah                                  | Франция/ Индия   | Многоцелевой вертолёт                         | 119        |                                                                           |
| Chetak                                   | Франция/ Индия   | Многоцелевой вертолёт                         | 60         |                                                                           |
| Комплексы ПВО                            |                  |                                               |            |                                                                           |
| Акаш                                     | Индия            | Зенитный ракетный комплекс средней дальности  | н/д        |                                                                           |
| 2К12 «Куб»                               | СССР             | Зенитный ракетный комплекс средней дальности  | 180        |                                                                           |
| 9К33 «Оса»                               | СССР             | Зенитный ракетный комплекс малой дальности    | 50+        |                                                                           |
| 9К31 «Стрела-1»                          | СССР             | Зенитный ракетный комплекс ближнего действия  | 200        |                                                                           |
| 9К35 «Стрела-10»                         | СССР             | Зенитный ракетный комплекс ближнего действия  | 250        |                                                                           |
| Игла-1                                   | СССР             | Переносной зенитный ракетный комплекс         | н/д        |                                                                           |
| Игла                                     | СССР             | Переносной зенитный ракетный комплекс         | н/д        |                                                                           |
| Oerlikon                                 | Швейцария        | 20-мм зенитное орудие                         | н/д        |                                                                           |
| ЗУ-23-2                                  | СССР             | 23-мм зенитное орудие                         | 320        |                                                                           |
| L40/70                                   | Швеция           | 40-мм зенитное орудие                         | 1920       |                                                                           |